# Gustav von Roeder
Karl Gustav Oswald Gilbert von Roeder (* 5. August 1805 in Grottkau; † 8. Oktober 1878 in Breslau) war ein deutscher Jurist.

## Leben
Geboren als Sohn des preußischen Generalmajors Heinrich von Roeder studierte Gustav von Roeder an den Universitäten Berlin und Bonn Rechtswissenschaften. 1826 wurde er Mitglied des Corps Borussia Bonn. Nach dem Studium wurde er 1828 Auskultator in Berlin, 1830 Kammergerichtsreferendar und 1831 Regierungsreferendar in Merseburg. 1840 erfolgte seine Ernennung zum Regierungsassessor in Liegnitz, 1851 zum Regierungsrat in Merseburg und 1852 zum Oberregierungsrat in Stralsund. 1854 wurde er zum Direktor des Konsistoriums der altpreußischen Kirchenprovinz Schlesien nach Breslau berufen. 1865 wurde er dessen Präsident. 1867 trat er in den Ruhestand ein.